# Joaquín Camaño
Joaquín Camaño är en ort i Mexiko.   Den ligger i kommunen Axochiapan och delstaten Morelos, i den sydöstra delen av landet, 110 km söder om huvudstaden Mexico City. Joaquín Camaño ligger 998 meter över havet och antalet invånare är 411.
Terrängen runt Joaquín Camaño är platt åt nordost, men åt sydväst är den kuperad. Runt Joaquín Camaño är det ganska glesbefolkat, med 30 invånare per kvadratkilometer. Närmaste större samhälle är Axochiapan, 4,7 km öster om Joaquín Camaño. I omgivningarna runt Joaquín Camaño växer huvudsakligen savannskog.